# Józef Teodor Głębocki
Józef Teodor Głębocki, född 1806, död 1886, var en polsk militärhistoriker.
Głębocki, som var artilleriofficer, utgav bland annat en studie över slaget vid Kirkholm samt en framställning av Karl X Gustavs polska krig, Napad Karola Gustawa szwedzkiego na Polskę za Jana Kazimierza w latach 1655–57 (1861).